# Plesners fragment

Plesnerfragmentet, er et pergamentark fra ca. 1275. Et af fire fragmenter der eksisterer fra den originale (eller en tidlig kopi af) Saxos Gesta Danorum.
Pergamentarket måler ca. 15 x 13 cm  og har tekst på begge sider.
Fragmentet blev fundet i 1877 af C.U.A. Plesner i Gehejmearkivet, hvor det blev brugt som hæfteliste om Kristianstads lenvæsen-skattemandtal fra 1623. Det ejes nu af Det Kongelige Bibliotek.
Det Kongelige Bibliotek signatur på teksten er NKS 570 2°.
Teksten svarer til siderne 811–813 i Peter Erasmus Müllers udgave af Gesta Danorum fra 1839 og til siderne 459.15–460.24 i Jørgen Olrik & H. Ræders udgave fra 1931

## Tekstkilder online
- Digital faksimile af NKS 570 2° på Det Kongelige Bibliotek (de yngre fragmenter til Gesta Danorum, med introduktion og indholdsangivelser)